# Sydlig ladlav
Sydlig ladlav (Cyphelium notarisii) är en lavart som först beskrevs av Louis René Tulasne, och fick sitt nu gällande namn av Blomb. & Forssell. Sydlig ladlav ingår i släktet Cyphelium och familjen Physciaceae.  Arten är reproducerande i Sverige. Inga underarter finns listade i Catalogue of Life.